# Anissa Khelfaoui

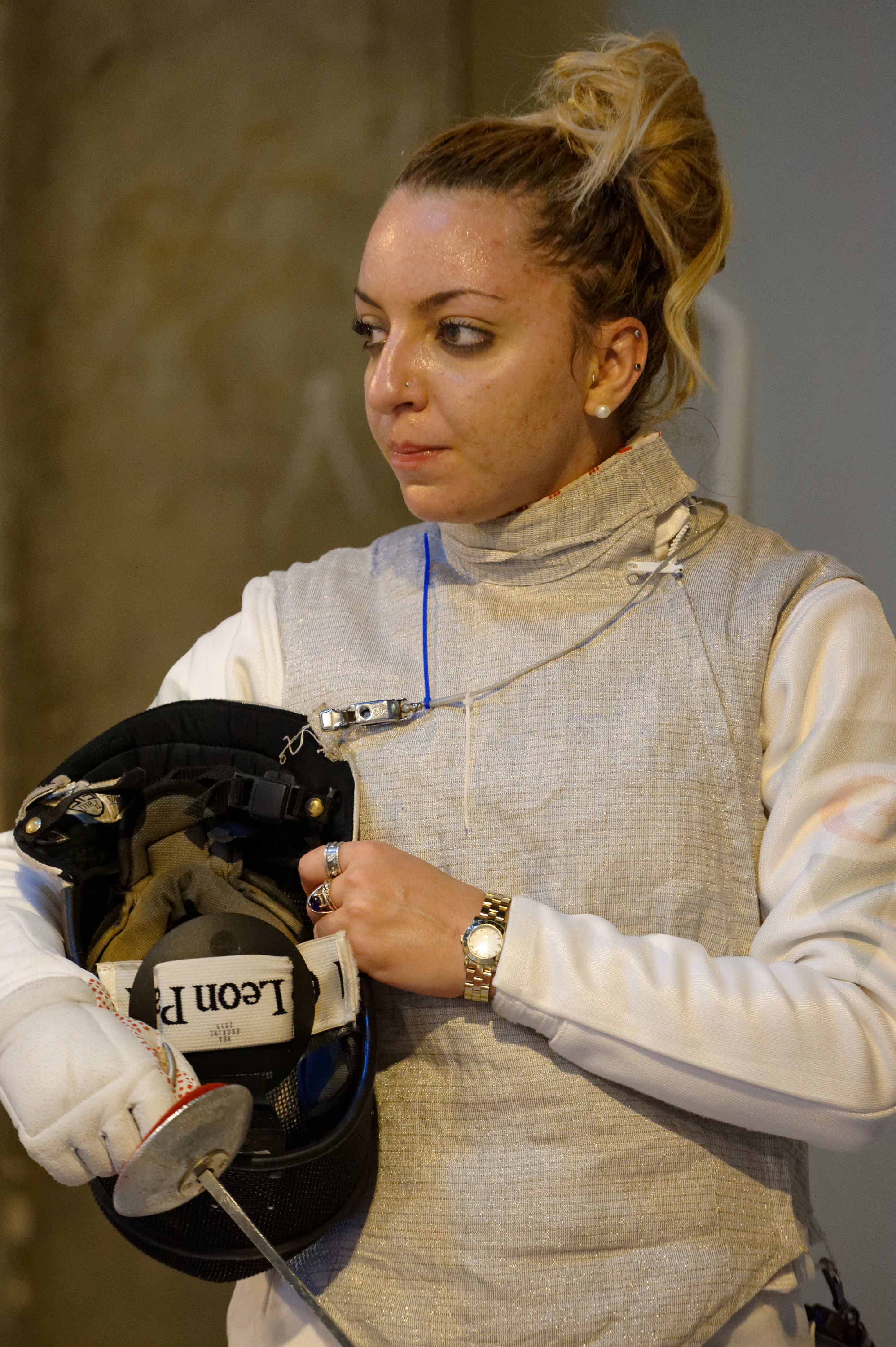
Anissa Khelfaoui (2015)

Anissa Khelfaoui (arabisch أنيسة خلفاوي; * 29. August 1991 in Kiew, Ukraine) ist eine algerische Fechterin.
Anissa Khelfaoui nahm an den Olympischen Spielen 2008 in Peking teil und belegte im Florett-Einzel den 38. Platz.
2011 errang sie Bronze im Einzel bei den Afrikameisterschaften in Kairo.
Bei den Olympischen Spielen 2012 in London schied Khelfaoui gegen die Ukrainerin Olha Lelejko in der ersten Runde aus und belegte den 36. Platz.
2013 erreichte Khelfaoui bei den Afrikameisterschaften Bronze im Einzel, 2014 und 2015 ebenfalls. 2016 erfocht sie Silber.
Bei den Olympischen Spielen 2016 in Rio de Janeiro belegte Khelfaoui im Einzel den 20. Platz.